# Frank Glover
Frank Glover (* 27. Juni 1963 in Indianapolis) ist ein US-amerikanischer Jazz-Musiker (Klarinette, Saxophon) und Komponist.

## Biografie
Frank Glover gehört seit den 1980er Jahren zur Jazzszene seiner Heimatstadt und wurde für seine Verdienste 1996 mit dem Jazz Performance Award des National Endowment for the Arts ausgezeichnet. Er nahm eine Reihe von Alben unter eigenem Namen für das Label Owl Studios auf, tritt regelmäßig im Club Jazz Kitchen und in der Chatterbox auf, u. a. lange Jahre mit dem Pianisten Claude Sifferlen. 1996 gastierte er in der New Yorker Carnegie Hall, außerdem auf dem Chicago Jazz Festival und dem Indy Jazz Fest. Glover arbeitet gegenwärtig mit einem Quartett aus Zach Lapidus, Jack Helsley und David Scalia.
Seine Kompositionen umfassen Arbeiten für Chor und Sinfonieorchester; zu seinen Einflüssen gehören Béla Bartók und Toru Takemitsu. Sein Album Abacus ist ein größeres Werk für Jazz-Kammerensemble und Jazz-Quintett, das dem Third Stream nahe ist.
Glover lebt in Indianapolis, wo er als Musikpädagoge und Autor tätig ist.

## Diskographische Hinweise
- Mosaic (1991)
- Something Old, Something New (1994)
- Siamese Twins  (1999)
- Politico (Owl, 1998)
- Abacus (2009)